# Нищо смешно
„Нищо смешно“ (на полски: Nic śmiesznego) e полски биографичен филм от 1995 година на режисьора Марек Котерски.

## Сюжет
Внимание:  Текстът по-долу разкрива сюжета на произведението (или части от него)!
Това е история за живота на Адаш Мяучински – режисьор. Той живее в Лодз. Той е неизпълнен професионално, емоционално и семейството.

## Актьорски състав
- Цезари Пазура – Адаш Мяучински
- Ева Блашчик – Беата, съпруга на Адаш
- Мачей Козловски – Мачек, приятел на Адаш
- Агнешка Вагнер – майката на Адаш
- Пьотър Махалица – Мики, брат на Адаш
- Марчин Клепацки – Марчин, син на Адаш
- Анна Повежа – Аня, дъщеря на Адаш
- Славомир Сулей – служител на погребално бюро
- Пьотър Гонсовски – режисьор на първия филм